# Luis Maidana
Luis María Maidana, né le 22 février 1934 à Piriápolis en Uruguay, est un joueur de football international uruguayen, qui évoluait au poste de gardien de but.

## Biographie

### Carrière en club
Avec le club de Peñarol, il remporte cinq championnats d'Uruguay, deux Copa Libertadores et enfin une Coupe intercontinentale.

### Carrière en sélection
Avec l'équipe d'Uruguay, il joue 10 matchs (pour aucun but inscrit) entre 1959 et 1969. 
Il figure dans le groupe des sélectionnés lors de la Coupe du monde de 1962. Lors du mondial organisé au Chili, il ne joue aucun match. Il joue toutefois deux matchs face à la Bolivie comptant pour les tours préliminaires de cette compétition.

## Palmarès
Peñarol
| - Championnat d'Uruguay (5) : - Champion : 1958, 1959, 1960, 1961 et 1962. - Copa Libertadores (2) : - Vainqueur : 1960 et 1961. - Finaliste : 1962 et 1965. |  | - Coupe intercontinentale (1) : - Vainqueur : 1961. - Finaliste : 1960. |